# Taureau ailé
Pour l'insigne militaire, voir Régiment médical#Héraldique.
Pour les sculptures assyriennes, voir Lamassu et Shedu.
Taureau Ailé est une marque de riz française détenue par Lustucru Sélection, lui-même filiale du groupe alimentaire espagnol Ebro Foods. La société a été créée en 1970 en Camargue et constitue l'un des principaux clients des agriculteurs de la région. La marque est connue pour avoir introduit les gammes de riz parfumés sur le marché français.
La marque appartient à Lustucru Riz, Société Anonyme, 4, rue Boileau, 69006, Lyon Siren 347876898.

## Historique
Créée à Arles, autour des rizières de Camargue en 1970, la marque Taureau Ailé tire son emblème du fronton de la cathédrale Saint-Trophime d'Arles, où l’on peut voir un taureau ailé symbolisant Saint Luc.
La marque est connue pour avoir importé et commercialisé, en France, dans les années 1990, les riz asiatiques basmati et thaï,. En 1997, Taureau Ailé était d'ailleurs numéro un dans ce domaine sur le marché national. Les campagnes publicitaires de la marque sont axées sur la qualité.
Taureau Ailé passe sous le contrôle du groupe Panzani en 2002 lorsque celui-ci rachète Lustucru,,.
En 2003, l'usine de transformation et de conditionnement du riz Taureau AIlé et Lustucru est inondée, puis fermée.
En 2005, le groupe Panzani est racheté par le groupe d'industrie agroalimentaire Ebro Foods,.
L’entreprise met sur le marché des produits issus d’origines multiples et associant divers aliments de base.

## Riz: origine et qualité

### Origine
Développée à Arles en Camargue, Taureau Ailé s'inscrit dans le secteur agroalimentaire local en commercialisant une importante proportion de la production des agriculteurs locaux et nationaux,. Avec les besoins d'évolution de l'entreprise, des riz en provenance d'Asie du Sud-Est commencent toutefois à être importés pour devenir largement majoritaires à partir des années 2000. Jusqu'en 2004, une usine de transformation existait d'ailleurs à Arles.

### Qualité
Dans sa communication, la marque met l'accent sur la qualité et la diversité de ses transformations et de l'origine des produits agricoles qu'elle achète. Toutefois, une enquête réalisée en 2009 par l'Union fédéral des consommateurs - Que choisir, révèle quelques défauts dans la qualité d'un riz parfumé après un test comparatif entre différentes marques.
En 2018, c'est au tour du magazine 60 millions de consommateurs de révéler l'existence de traces de résidus de pesticides interdits dans un produit de la gamme bio de la marque.